# Игор Коливанов
Игор Владимирович Коливанов (рус. Игорь Владимирович Колыванов; Москва, 6. март 1968) бивши је руски фудбалер, након завршетка играчке каријере ради као фудбалски тренер.

## Каријера

### Клуб
Фудбалску каријеру је почео у екипи ФШМ Москва. Године 1985. прешао је у московски Спартак и одиграо само две утакмице. Од 1986. до 1991. био је играч Динама из Москве. У сезони 1991. Коливанов је постао најбољи стрелац совјетске Премијер лиге. Дана 5. октобра 1991. постигао је пет голова против Дњепропетровска. Почетком 1992. за 2,5 милиона марака купила га је Фођа. Тамо је играо са сународником Игором Шалимовим у италијанској Серији А. Године 1994. доживео је тешку повреду на утакмици против репрезентације Сан Марина и вратио се у игру тек у априлу 1995. На крају сезоне, Фођа је испала у Серију Б. Следеће сезоне, Коливанов је изабран за капитена тима. Пред почетак 1996/97. прешао је у Болоњу, где је поново играо заједно са Шалимовим. У прве две сезоне у Болоњи, Коливанов је блистао, постигао је 11 голова 1996/97. и 9 у 1997/98. У августу 1999. поново је задобио тешку повреду. После још једне серије повреда, одлучио је да прекине играчку каријеру.

### Репрезентација
Наступао је за три репрезентације са различитим именима, СССР, ЗНД и Русија. Дебитовао је за репрезентацију СССР-а против Пољске. Године 1990. постао је европски шампион за младе. Био је учесник Европског првенства 1992. у Шведској са репрезентацијом Заједнице независних држава. Са репрезентацијом Русије учествовао је на завршном турниру Европског првенства 1996. у Енглеској. За репрезентацију је укупно одиграо 59 мечева, постигавши 15 голова.

## Успеси

### Клуб
- Интертото куп: 1998.
- Најбољи фудбалер Совјетског Савеза: 1991.

### Репрезентација
- Европско првенство до 21: 1990.